# Ашшур (місто)

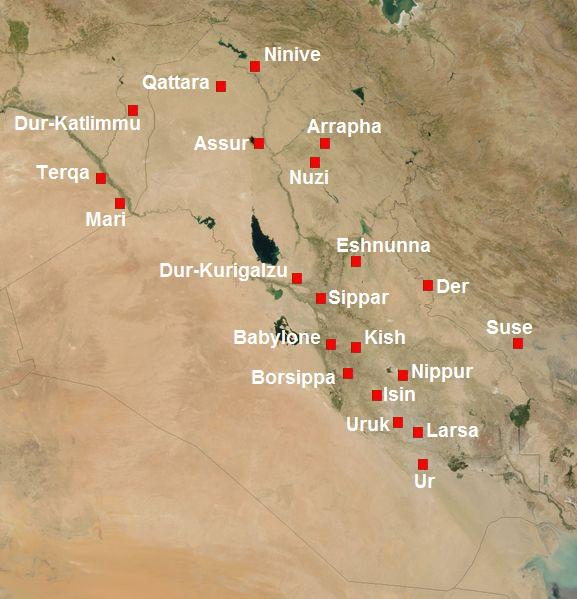
Месопотамія в другому тисячолітті до н. е. (назви французькою мовою)

35°27′24″ пн. ш. 43°15′45″ сх. д. / 35.45667° пн. ш. 43.26250° сх. д.
Ашшур (аккад. 𒀸𒋩 Aššur, араб. أشور, івр. אַשּׁוּר Aššûr, сир. ܐܫܘܪ, арам. Ašur) — стародавнє місто, що існувало з IV тис. до н.е. до 614 до н. е. на території сучасного Іраку. З середини ІІ тис. до н. е. Ашшур політичним центром країни Ассирія. Перш за все, Ашшур був місцем розташування храму бога Ашшура, головного божества Ассирії, за яким названо і місто, і країну. Сьогодні на території давнього міста залишились руїни Кал'ат-Ширкат (Qal‛at Širqāț). Місто розташоване за 110 км на південь від Мосула на правому березі Тигру та на відстані 260 км на північний захід від Багдаду.

## Історія
Про історію Ашшура протягом ІІІ тис. до н. е. відомо небагато. На початку ІІІ тис. до н. е. семітське плем'я аккадського походження, що поклонялося своєму племінному богові Ашшуру, заснувало однойменне місто на місці старішого субарійського поселення. Це місто та територія навколо нього дуже довго було аккадським (семітським) острівцем посеред субарійського та хуритського населення північного Межиріччя. У XXI ст. до н. е. місто знаходилося під владою царів Третьої династії Уру, які присилали до нього своїх намісників-енсі. У перших століттях ІІ тис. до н. е. Ашшур став центром розгалуженої комерційної мережі, купці якої були особливо активні в Анатолії і влада у місті перейшла до власних правителів — ішшіакумів. Це були верховні жерці Ашшура які відали будівництвом та храмовим господарством, але одночасно були й міськими головами. Ішшіакуми очолювали громаду Ашшура «алем Ашшур», але не стояли над нею. Хоч їх влада була спадковою, вона обмежувалася державною радою. Щоправда, до цієї ради схоже входили лише представники знаті та старійшини, бо відомостей про збори громади в ассирійських джерелах нема. Перші з відомих історії ішшіаккумів мали ще не ассирійські, а ймовірно субарійські імена — Ушпія та Кіккія. Останнього ассирійська традиція вважала будівником міста. Після періоду занепаду в середині ІІ тис. до н. е. Ашшур знову виник за царя Ашшур-убалліта I (бл. 1363 – 1328 рр. до н. е.) як політична столиця Ассирії, яка тепер є величезною територіальною державою. Зазнавши викликів від арамейських вторгнень після міжнародного розпаду, пов'язаного з кінцем бронзової доби, Ассирія пережила чергову кризу в XI та X ст. до н. е., але знову відновилася та стала імперією, яка домінувала над усією Західною Азією. Ашшур залишався релігійним центром Ассирії, але вже не був політичною та адміністративною столицею під час розквіту ассирійської могутності у VIII та VII ст. до н. е., втративши цей статус, коли цар Ашшурназірапал II (бл. 883 – 859 рр. до н. е.) переніс свою резиденцію до міста Німруд. Ашшур був зруйнований мідійською армією в 614 р. до н. е., але не припинив свого існування. Протягом І та ІІ ст. н. е., коли місто служило резиденцією парфянських адміністраторів, культ бога Ашшура все ще процвітав. Однак сасанідське завоювання 241 р. н. е. ознаменувало остаточну загибель Ашшура. Дивно, але місто Ашшур не згадується ні в єврейській Біблії, ні (за можливим винятком «Анабазису» Ксенофонта, де воно може фігурувати як Каїнай (Kainai)) у грецьких та римських джерелах.

## Дослідження
Від стародавнього міста збереглися залишки укріплень, храмів, зикурати, житлові і торгові квартали, бібліотека клинописних текстів. Руїни відкриті у 1821, вперше досліджені англійським ученим О. Г. Леярдом в 1845 - 1847 роках.
З 1903 по 1914 рік німецькі вчені Роберт Кольдевей і Вальтер Андре проводили розкопки від імені Німецького східного товариства (Deutsche Orient-Gesellschaft) та відкрили дві лінії оборонних споруд з монументальними воротами і бастіонами. Знайдена бібліотека (давніша ніж бібліотека Ашшурбаніпала) с клинописними текстами (в тому числі хеттськими).
Руїни міста входять до «Списку об'єктів Світової спадщини ЮНЕСКО».